# 敷波重治郎
敷波 重治郎（しきなみ じゅうじろう，1872年3月20日（明治5年2月12日） - 1965年7月24日）は、日本の解剖学者である。原名は重次郎だが、後に重治郎と改める。第四高等学校（今の金沢大学）医学部卒。

## 人物・経歴
石川県金沢生まれ。1905年第四高等学校（今の金沢大学）医学部卒、同校助手（無給）就任。東京帝大助手、第二高等学校医学部、仙台医学専門学校教授を経て、1906年より2年間、ドイツのユリウス・マクシミリアン大学ヴュルツブルクへ留学した。1915年から東北帝国大学医科大学助教授、1922年10月から同大教授、1922年12月から旧制岡山医科大学教授。
1928年高等官一等、1934年勲二等瑞宝章、1941年退官し、名誉教授の称号を受け、正三位に叙される。
1965年7月24日死去。

## 敷波と藤野厳九郎
藤野厳九郎は、当初郷里に程近い第四高等学校医学部（後の旧制金沢医科大学、現在の金沢大学医学部）への転勤を希望したが却下され東京大学で解剖学の研究をしていた。後に知人だった敷波の紹介で仙台医学専門学校（現東北大学医学部）に講師として赴任、1904年に留学生として仙台を訪れた魯迅と出会った。